# Pont de Chevril
Le pont de Chevril était un pont situé près du hameau du même nom sur la commune d'Aymavilles, dans le moyen val de Cogne, en Vallée d'Aoste.

## Situation
Le pont de Chevril enjambait la Grand Eyvia près du village du même nom, à la limite entre les communes de Cogne et d'Aymavilles, le long de l'actuelle route régionale 47. Écroulé le 23 décembre 2011, c'était l'un des principaux points d'intérêt du val de Cogne, ainsi qu'un symbole de la liaison avec la vallée centrale de la Doire baltée.

## Histoire
En raison du fait que la population du haut val de Cogne est originaire des vallées arpitanes du Piémont, les liaisons économiques et commerciales se sont développées historiquement vers ces vallées, à travers les cols du Rancio et d'Arietta.
Le pont de Chevril, planifié par le Corps royal du génie civil de Turin en 1865 dans le cadre de la construction d'une route carrossable reliant Cogne à Aoste, représente l'ouverture d'une nouvelle liaison vers la vallée de la Doire baltée. À l'époque de sa construction, il constitue une œuvre de haut niveau du point de vue technique.
Pendant la Seconde Guerre mondiale, ce pont joue un rôle clé pour assurer le contrôle du passage le long de la vallée.
Au moment de son écroulement, en 2011, le pont de Chevril avait été remplacé depuis longtemps par un nouveau pont plus moderne, construit en aval.